# پلنگی (مرودشت)
پلنگی، یا شول پلنگی روستایی از توابع بخش کامفیروز شهرستان مرودشت در استان فارس ایران است.

## جمعیت
این روستا در دهستان خرم مکان قرار دارد و براساس سرشماری مرکز آمار ایران در سال ۱۳۸۵، جمعیت آن ۶۰۹ نفر (۱۱۵خانوار) بوده‌است.